# 166747 Gordonrichards
166747 Gordonrichards è un asteroide della fascia principale. Scoperto nel 2002, presenta un'orbita caratterizzata da un semiasse maggiore pari a 3,1405752 UA e da un'eccentricità di 0,2423358, inclinata di 16,61721° rispetto all'eclittica.